# NGC 525
NGC 525 (còn được biết đến là PGC 5232 hoặc UGC 972) là một thiên hà thấu kính thuộc chòm sao Song Ngư, nằm cách Hệ Mặt trời khoảng 95,6 triệu năm ánh sáng. Thiên hà này được nhà thiên văn học Heinrich d'Arres phát hiện vào ngày 25 tháng 9 năm 1862.

## Lịch sử quan sát
D'Arrest đã phát hiện ra NGC 525 bằng kính thiên văn khúc xạ 11 inch của ông tại Copenhagen. Ông đã xác định được vị trí của thiên hà chỉ với tổng cộng hai lần quan sát. Vị trí được ông xác định khá chính xác khi ông đã ghi chú rằng ngôi sao mag 11-12 chỉ cách đó 2' về phía tây bắc. Thiên hà này sau đó được John Louis Emil Dreyer lập danh mục trong Danh mục chung mới, và được mô tả là "một ngôi sao rất mờ, rất nhỏ, có độ sáng khoảng 11 hoặc 12, nằm về phía tây 5'".

## Miêu tả
NGC 525 trông rất mờ trên bầu trời vì cấp sao biểu kiến của nó chỉ có 13,3. Do đó chỉ có thể quan sát được thiên hà này bằng kính thiên văn. Nó có thể được phân loại là loại S0 bằng cách sử dụng biểu đồ Hubble. Khoảng cách của vật thể này cách Hệ Mặt trời khoảng 95,6 triệu năm ánh sáng có thể được ước tính bằng cách sử dụng độ dịch chuyển đỏ và định luật Hubble.